# Merula
Merula is een Romeins cognomen dat werd gebruikt binnen de Gens Cornelia. De naam betekent 'merel'.
Bekende dragers van dit cognomen zijn:
- Lucius Cornelius Merula (consul in 193 v.Chr.)
- Lucius Cornelius Merula (consul in 87 v.Chr.)
- Gnaeus Cornelius Merula (2e eeuw v.Chr.)